# Автодиспетчер
Автодиспетчер — комплексна система, що забезпечує автоматизацію процесу управління на основі оптимальних режимів роботи керованого об'єкта.

## Приклади впровадження

Розробники однієї з перших вітчизняних систем «Автодиспетчер». Лисичанськ, 1962 рік.

1. На Лисичанському хімічному комбінаті у циклах виробництва аміаку й азотної кислоти. Метан і кисень, що беруть участь у цих хімічних процесах, при визначених співвідношеннях утворюють вибухову суміш. Це вимагає надійного керування й захисту від можливої аварії. Саме для цього об'єкта в 1970-х роках було створено інформаційно-керуючу систему, що одержала назву «Автодиспетчер». Виконавці — Лисичанська філія Київського інституту автоматики ЛФІА, а з 1963 р. — Сєверодонецький науково-дослідний інститут керуючих обчислювальних машин (НДІКОМ). У цей час у ньому вже працювало понад 600 чоловік.